# 로 앤 크라임
《로 앤 크라임》(영어: Conflict of Interest)는 미국에서 제작된 게리 데이비스 감독의 1993년 독립 액션 드라마 영화이다. 크리스토퍼 맥도널드 등이 출연하였다.

## 출연진
- 크리스토퍼 맥도널드
- 저드 넬슨
- 얼리사 밀라노
- 지아 해리스
- 리 더브루
- 제이 애커본
- 클리프턴 파월
- 해리슨 페이지
- 데이 영
- 헤더 엘리자베스 파크허스트
- 빈센트 클라인
- 태비 핸슨
- 조이 캐츠
- 헨리 킨지